# Litworowa Przehyba
Litworowa Przehyba (słow. Litvorová priehyba, Velická priehyba) – położona na wysokości 2050 m przełęcz w Tatrach Wysokich pomiędzy północną granią Wielickiego Szczytu (2320 m) a południowo-wschodnią granią Hrubej Turni (2089 m). Znajduje się w grzbiecie oddzielającym od siebie Dolinę Litworową i Kocioł pod Polskim Grzebieniem, powyżej Litworowego Stawu. Rozległy obszar przełęczy jest zawalony rumowiskiem głazów, tworzy zagłębienia i wzgórki. Prowadzi przez niego niebieski szlak turystyczny, odnowiony w 2009 r. przez TANAP.
W długiej grani opadającej na Litworową Przehybę z Wielickiego Szczytu położone są kolejne dwie przełęcze: Wyżni Ogrodowy Przechód (Vyšná Litvorová lávka, położony wyżej) i Zmarzły Przechód (Zamrznutý priechod, niżej), pomiędzy którymi odgałęzia się na północny zachód filar z Niżnim Ogrodowym Przechodem (Nižná Litvorová lávka).
W południowo-wschodniej grani Hrubej Turni znajduje się przełęcz o podobnej nazwie – Wyżnia Litworowa Przehyba. Publikacja „Tatry i Podtatrze. Atlas Satelitarny” wyróżnia w tym grzbiecie także Niżnią Litworową Przehybę oraz Zadnią Litworową Przehybę (nazwy autorstwa Grzegorza Głazka). Wszystkie te wcięcia znajdują się jednak w innych miejscach niż Litworowa Przehyba i nie są z nią tożsame.
Przełęcz była od dawna odwiedzana przez myśliwych, pasterzy, a także turystów. Jej nazwa pochodzi od Doliny Litworowej.

## Szlaki turystyczne
– niebieski szlak z Łysej Polany  przez Dolinę Białej Wody,  Doliną Litworową i Litworową Przehybę do rozdroża pod  Polskim Grzebieniem, stąd na Polski Grzebień lub na Rohatkę.